# S/2007 S 2
S/2007 S 2 é um satélite natural de Saturno. Sua descoberta foi anunciada por Scott S. Sheppard, David C. Jewitt, Jan Kleyna, e Brian G. Marsden em 1 de maio de 2007, a partir de observações feitas entre 18 de janeiro de 2007 e 19 de abril de 2007.
S/2007 S 2 tem cerca de 6 km de diâmetro, e orbita Saturno a uma distância média de 16 560 000 km em 792,96 dias, com uma inclinação de 176,68° com a eclíptica, em uma direção retrógrada com uma excentricidade de 0.218.